# 동형접합
동형접합(同形接合, Isogamy)은 유성 생식에서 생식세포의 크기가 같은 것이 접합하는 것을 말한다. 동형접합을 하는 생물은 암수 양성으로 뚜렷하게 나뉘지 않는다